# Kamińskie
Kamińskie [pronunciación en polaco: /kaˈmiɲskʲɛ/] es un pueblo ubicado en el distrito administrativo de Gmina Grabowo, dentro del Condado de Kolno, Voivodato de Podlaquia, en el norte de Polonia oriental. Se encuentra aproximadamente a 22 kilómetros al este de Kolno y a 75 kilómetros al noroeste de la capital regional Białystok.
El pueblo tiene una población de 60 habitantes.